# Gustaf Hindrik Sylvius
Gustaf Hindrik Sylvius (Silvius), född 1762 i Filipstad, död 1798 i Filipstad, var en svensk målarmästare och dekorationsmålare. 
Han var son till målarmästaren Abraham Sylvius. Han var lärling hos målarmästaren Gustaf Törling och antogs som mästare under Stockholms målarämbete 1796 efter att han visat upp en tavlas föreställande Frälsaren och Nikodemus. Hans mest kända arbete är väggmålningarna i det Myhrmanska förmaket på Rämens herrgård i Värmland. Målningen är indelad i fält som visar Olympiens gudar i grisaille, infällda bland sirliga girlanger av blommor och band med flintlåsgevär och upphängda harar och tjädrar bredvid en brinnande urna, målningen i signerad G.H.S. 1783.